# Pucangrejo (Gemuh)
Pucangrejo is een bestuurslaag in het regentschap Kendal van de provincie Midden-Java, Indonesië. Pucangrejo telt 3678 inwoners (volkstelling 2010).